# Tsurumi-ku (Osaka)

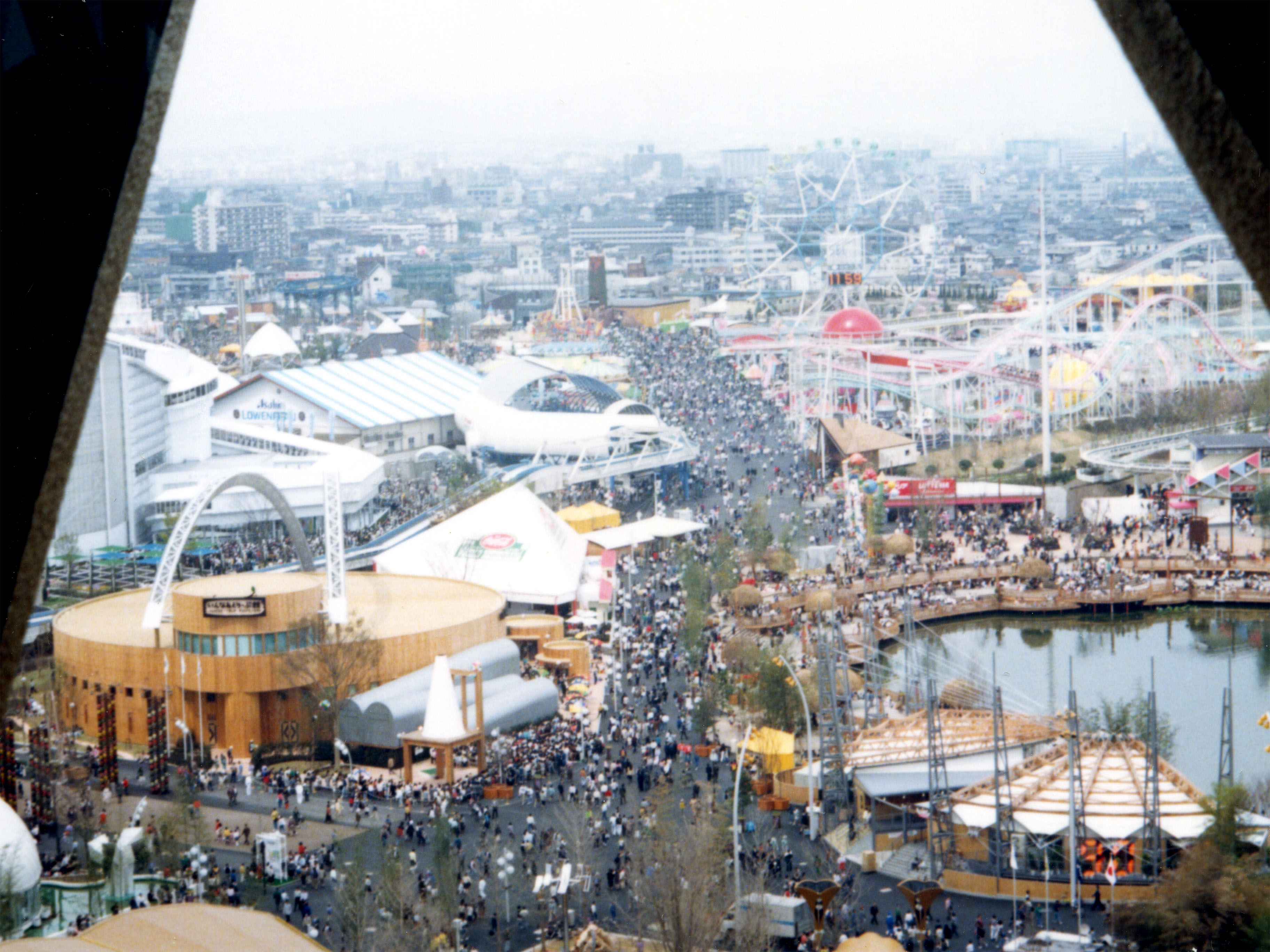
Exposition horticole de 1990.

Pour l'arrondissement Tsurumi de Yokohama, voir Tsurumi-ku (Yokohama).
Tsurumi (鶴見区, Tsurumi-ku) est un des vingt-quatre arrondissements de la ville d'Osaka au Japon. Il est surtout connu pour son grand parc, Tsurumi-ryokuchi, qui a accueilli l'Exposition horticole de 1990.

## Géographie

### Situation
Tsurumi est situé dans le nord-est de la ville d'Osaka. Sa partie sud est traversée d'ouest en est par la rivière Neya qui conflue avec le fleuve Yodo, au nord-ouest du château d'Osaka.

### Démographie
Au 1er mai 2015, l'arrondissement Tsurumi rassemblait  112 289 habitants (13 740 hab./km2), répartis sur une superficie de 8,17 km2.

## Structures et bâtiments notables
- Le jardin botanique Sakuya konohana kan et le parc de l'Exposition horticole de 1990

## Transports
- West Japan Railway Company
  - Ligne Katamachi : Hanaten